# Patrick Bernard (musicien)
Pour les articles homonymes, voir Patrick Bernard et Bernard.
Patrick Bernard (anciennement Patrick Bernhardt) est un auteur-compositeur-interprète canadien, né le 2 février 1952 à Alger, révélé par l'album Atlantis Angelis en 1989. Il a vécu en Normandie et au Québec et a beaucoup voyagé. Il a quitté l'Algérie pour la France dans sa jeunesse, a vécu à Londres et en Inde et vit et se produit actuellement principalement au Québec. Il a publié 4 livres sur le pouvoir de la musique, la spiritualité et le sacré. Il anime également des ateliers sur la Réharmonisation des chakras par les mantras et le son.
En 1973, une première crise mystique l'amène à suivre l'idéal de Saint François d'Assise. Sans faire partie d'aucun ordre religieux, il visite Lourdes et les hauts-lieux ésotériques d'Europe. En 1974, il étudie les anciens textes védiques.
Il reçoit en 1976 l'initiation au mantra-yoga, puis pratique à temps plein le bhakti-yoga et produit différents albums inspirés de la Bhagavad-Gita.
Ainsi naîtront les disques Montre-moi ton Visage (Paris, 1978), Adventure of King Ram (Londres, 1978), Night and Day Dream (Londres, 1979), La Belle Histoire de l’enfant qui possède tout disque pour enfants avec Georges Moustaki (Paris, 1979), Les Îles Célestes (Paris, 1980) et Exil qu'il produit à Montréal en 1981.
Cet album, Exil, se fait avec la participation de Claude Laplante à la guitare, Nirantara Dasa à la basse, Michel Pepin et Pat Martel à la batterie - que l'on retrouvera éventuellement avec le groupe québécois Offenbach - et Brigitte Pellerin aux chœurs, alors que Patrick lui-même joue à la fois la guitare acoustique, les claviers et synthétiseurs, le Mellotron ainsi que le sitar, il s'occupe aussi de la basse sur trois chansons. Cet album a été produit et réalisé à Montréal, l'atmosphère y est douce et très lyrique avec des claviers symphoniques et des accents ethniques, quelques chansons contiennent ainsi du sitar et de la flûte - dont les sonorités furent reproduites par le synthétiseur - se dirigeant vers un environnement Raga Rock et les voix sont réussies.
En 1984, il connait le succès avec un album synthpop/new wave Romantique Machine chez RCA.
Une seconde crise mystique lui fait fuir le monde du show-business pour rejoindre un monastère sur les bords du Gange au Bengale. Dès lors, il consacre son art à la méditation des mantras composés des noms de "l'Absolu, Dieu, l'Être Suprême" qui donneront le ton de sa seconde carrière, avec l'album "Atlantis Angelis" qui sort en 1989. Sur la pochette intérieure, il appelle ses auditeurs à former avec lui un network d'échanges autour de l'écoute profonde de sa musique et souhaite échanger des lettres autour de thèmes comme : les visions, intuitions, êtres de lumière, télépathie, rêves initiatiques, voyages dans l'astral etc.
Sa musique s'inspire alors des chants sacrés et des prières issues des grandes révélations mystiques : Chrétienne, Juive, Soufie, Védique, etc.
À travers ses compositions et ses chants, il cherche à éveiller dans la conscience de ses auditeurs de subtiles émotions spirituelles qui ont un effet permanent sur le cœur et l'esprit.

## Livres
- La Protection Divine, L'Ultime Refuge est en nous, Éditions Le Dauphin Blanc, Montréal, 2004
- Music as Yoga
- Golden Volcano of Divine Love
- Mantra Voyage, Édition Du Roseau, Montréal, 1998

## Discographie
- Montre-moi ton Visage (1978)
- Adventure of King Ram (1978)
- Night and Day Dream (1979)
- La Belle Histoire (1979) Avec Georges Moustaki
- Les Îles Célestes (1980)
- Exil (1981)
- Romantique Machine (1984)
- Atlantis Angelis (1989)
- Solaris Universalis (1990)
- Shamanyka (1993)
- Image Voyage (1994)
- Mantra Rock Project (1994)
- Amor Immortalis (1995)
- Mantra Mandala (1997)
- Manuscrits du Silence (1998)
- Atlantis Angelis II (1999)
- Sublime Relaxation (2000)
- Love Divine (2002)
- Supreme Moment (2004)
- J’ai Rêvé d’un Ange (2005)
- Sonic Feng Shui (2006)
- Chakra Celebration (2006)
- Harmonic Healing (2009)